# Silje Norendal
Silje Norendal (sinh 1 tháng 9 năm 1993) là một vận động viên trượt ván tuyết người Na Uy. Cô tranh tài tại các nội dung halfpipe, slopestyle và boardercross. Câu lạc bộ địa phương của cô là Kongsberg IF.
Cô giành huy chương vàng nội dung Slopestyle nữ tại X Games Mùa đông châu Âu diễn ra tại Tignes vào năm 2013.
Vào tháng 1 năm 2014, cô giành chiến thắng trong nội dung Slopestyle nữ tại X Games mùa đông tại Aspen, Colorado.
Tại Thế vận hội mùa đông 2014 ở Sochi, Nga, Norendal về thứ tư tại bán kết nội dung slopestyle nữ với điểm số 78.75. Tại nội dung thi chung kết Slopestyle nữ cô chỉ giành được số điểm 49.50 kết thúc cuộc thi tại vị trí thứ 11.
Vào tháng 1 năm 2015 cô giành chiến thắng nội dung Slopestyle nữ lần thứ hai liên tiếp tại X Games mùa đông ở Aspen, Colorado.